# Leo Katzenberger

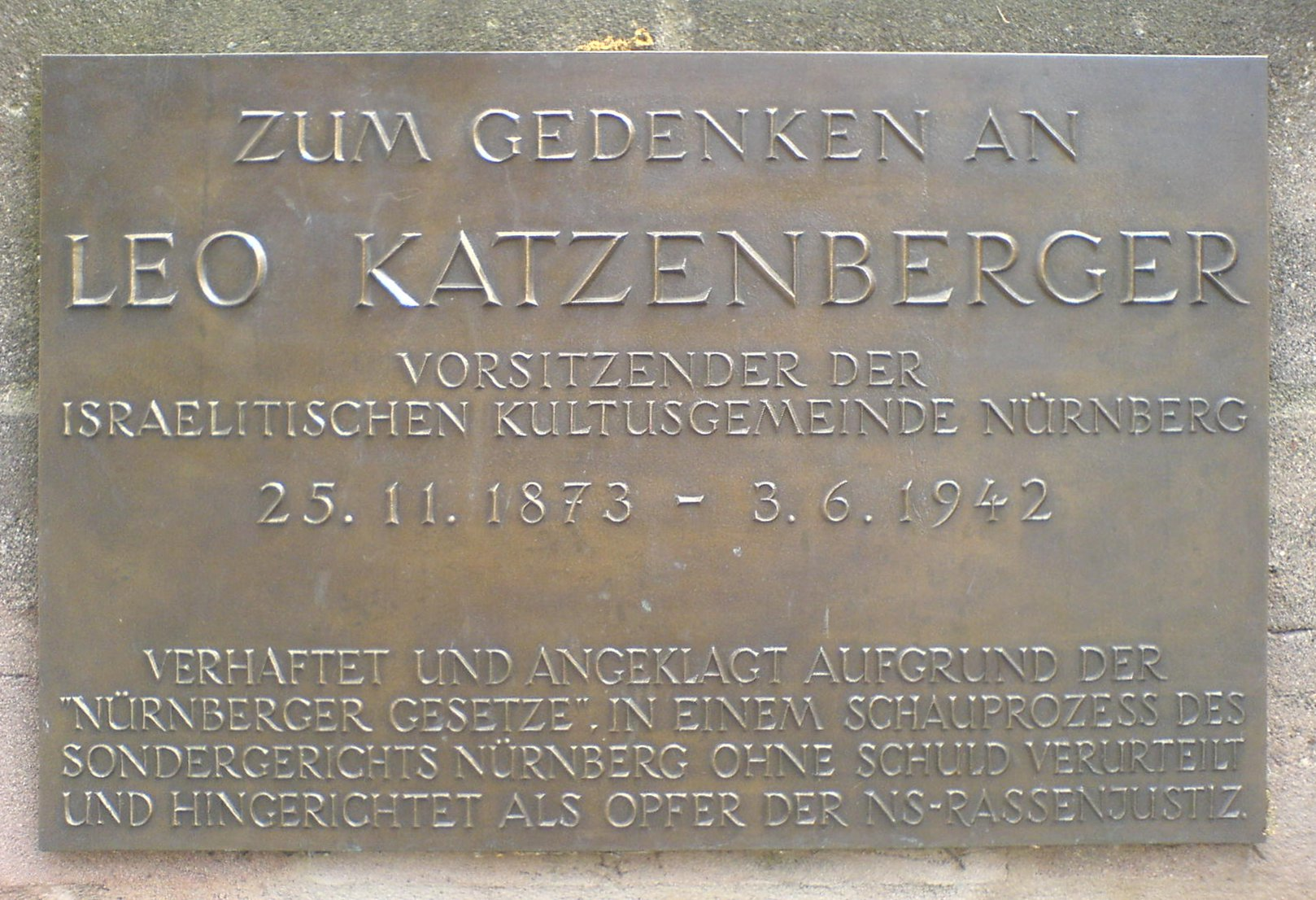
Gedenktafel auf der Spitalbrücke an der Ecke zum Leo-Katzenberger-Weg in Nürnberg

Lehmann „Leo“ Katzenberger (geboren 25. November 1873 in Maßbach; gestorben 3. Juni 1942 in München) war ein deutscher Geschäftsmann jüdischer Herkunft. Er wurde zur NS-Zeit wegen sog. Rassenschande zum Tode verurteilt und hingerichtet. Dieser Justizmord wurde später Gegenstand zweier Spielfilme und eines Fernsehfilms.

## Leben
Katzenberger war eines von 13 Kindern einer jüdischen Familie aus Unterfranken. Er heiratete 1906 Klara "Claire" Sichel (geboren 1884 in Schlüchtern, verschollen 1942 im Ghetto Izbica), mit der er zwei Töchter bekam. Ab 1912 war er Teilhaber an dem von zwei Brüdern in Nürnberg eröffneten Schuhgeschäft, das schließlich zum „Springmann-Schuhwarenhaus“ mit mehreren Filialen in Süddeutschland wurde. Dieses betrieb er bis zu den Pogromen von 1938. Er engagierte sich in der israelitischen Kultusgemeinde Nürnberg und war erst ihr Stellvertretender und von 1939 bis 1942 ihr Erster Vorsitzender.
In den zu seinem Anwesen gehörenden Mietwohnungen wohnte seit 1932 unter anderem die Tochter eines Geschäftsfreundes, Irene Seiler geb. Scheffler, mit der Katzenberger ein väterlich-freundschaftliches Verhältnis pflegte.

## Justizmord

### Prozess
Aufgrund einer Denunziation des Orthopädiemechanikers Paul Kleylein und seiner Ehefrau Babette (Betty), geb. Taubmann, wurde Katzenberger von Staatsanwalt Hermann Markl des außerehelichen Verkehrs mit der nichtjüdischen Irene Seiler und damit eines Verstoßes gegen das Blutschutzgesetz angeklagt. Der Tatbestand wurde von der Frau eidlich bestritten, worauf der Landgerichtsdirektor Oswald Rothaug das Verfahren an sich zog und den Prozess gegen beide vor dem berüchtigten Sondergericht Nürnberg eröffnete.
In einem eklatanten Fall von Rechtsbeugung wurde Irene Seiler des Meineids beschuldigt und zu zwei Jahren Zuchthaus verurteilt. Die Anklage gegen Leo Katzenberger wurde kurzerhand auf Verstoß gegen die Volksschädlingsverordnung ausgedehnt, wodurch die Todesstrafe wegen besonders verwerflichen Verhaltens unter Kriegsbedingungen möglich wurde. In einem Schauprozess vor dem Sondergericht Nürnberg unter Vorsitz von Rothaug wurde der Angeklagte im März 1942 zum Tode verurteilt.
Am 3. Juni 1942 wurde Leo Katzenberger in München-Stadelheim guillotiniert.

### Aufarbeitung
Oswald Rothaug wurde nach dem Krieg im Nürnberger Juristenprozess wegen Verbrechen gegen die Menschlichkeit zu lebenslanger Freiheitsstrafe verurteilt und 1956 vorzeitig entlassen. Die beiden Beisitzer des Sondergerichts, Karl Josef Ferber und Heinz Hugo Hoffmann, wurden in den 1960er-Jahren erstinstanzlich verurteilt, nach Revision wurden die Verfahren 1976 aus Alters- bzw. Gesundheitsgründen eingestellt.
Im Rahmen des Revisionsverfahrens stellte der Bundesgerichtshof fest, dass in dem Verfahren seitens der drei beteiligten Richter Manipulationen begangen wurden, die für die Rechtsprechung selbst während der Zeit der Hitlerdiktatur und des Krieges außergewöhnlich waren. Weiterhin gelangte der BGH zu der Auffassung, dass sich auch die beiden Beisitzer aus reiner Willkür zu Herren über Leben und Tod gemacht hatten und somit entgegen dem erstinstanzlichen Urteil des Landgerichts Nürnberg-Fürth aus dem Jahr 1969 nicht nur wegen Totschlags, sondern wegen Mordes zu bestrafen waren. In einer Besprechung des BGH-Urteils bezeichnete 1971 der Rechtswissenschaftler Günter Spendel die Entscheidung des Sondergerichts als Justizmord durch Rechtsbeugung in mittelbarer Täterschaft.

## Filme
- Urteil von Nürnberg. US-Spielfilm, 1961, mit Spencer Tracy, Judy Garland u. a. 
 In diesem Filmdrama über die Nürnberger Juristenprozesse wurde das Thema erstmals filmisch aufgenommen. Die Zeugenaussage von Irene Seiler, im Film „Irene Hoffman“ und gespielt von Judy Garland, ist ein dramatischer Höhepunkt des Films.
- Portrait eines Richters, 1996, Regie: Norbert Kückelmann. 
 In diesem Film wird der Katzenberger-Fall parabelhaft in eine Gegenwartsgeschichte über Neonazis vor Gericht eingeflochten.
- Leo und Claire. Deutscher Spielfilm, 2001, Regie: Joseph Vilsmaier, mit Michael Degen, Suzanne von Borsody, Jürgen Schornagel, Franziska Petri u. a. 
 Der Film entstand durch Anregungen aus dem Buch von Christiane Kohl und unter ihrer Mitarbeit. Er beschäftigt sich insbesondere mit dem Ehepaar Katzenberger, den anderen Hausbewohnern und dem Verhalten der Zeugen.